# Аэрационные станции Москвы
Аэрационные станции Москвы — станции очистки сточных вод с территории города Москвы.
В настоящее время в Москве работают Курьяновская, Люберецкая и Зеленоградская аэрационные станции.
Станции аэрации очищают сточные воды и сбрасывают их в приёмники — близлежащие водоемы (Москва-река и др. реки).
Очистка вод разделяется на механическую и биологическую, проводится также обработка и обезвреживание образующегося осадка. Все стадии очистки вод контролируются диспетчерскими службами города. Степень очистки проверяется в лабораториях станций.
Производительность аэрационных станций в 1993 году составляла 6,3 млн кубических метров воды в сутки.
В Москве действует раздельная система канализации. Отдельно отводятся дождевые и талые воды, отдельно отводятся и очищаются бытовые и промышленные стоки.

## История
Утилизация и очистка сточных вод проводится в Москве с 1898 года. В то время начала работать Главная насосная станция города. Станция перекачивала сточные воды на Люблинские поля орошения.
В 1892 году Московская городская дума рассматривала проект раздельного канализования столицы. Проект был разработан инженерами П. В. Труниным, В. Д. Кастальским, Н. М. Левачевым, П. Л. Николаенко, А. А. Семеновым, В. К. Шпейером.
Первыми станциями биологической очистки воды были Закрестовская и Филёвская. В 1938 году заработала крупная станция аэрации — Люблинская. Её производительность составляла 500 тыс. м³ в сутки.
В 1950 году заработала Курьяновская станция аэрации (3,125 млн.м³ в сутки). Курьяновская станция аэрации очищает и утилизирует воды западных, юго-западных, центральных и южных районов Москвы.
В 1963 году заработала Люберецкая станция (3 млн м³ в сутки), в 1962 году — Зеленоградская станция аэрации (90 тыс.м³ в сутки). Люберецкая станция отводит и очищает воды северо-западных, северных, северо-восточных и восточных районов города Москвы и её лесопарковой зоны, включая город Зеленоград. На Люберецкой станции построены очистные сооружения. Очистка стоков проводится с помощью дополнительного ультрафиолетового излучения.
Пущенная в 2006 году Юго-Западная станция производительностью 250 тыс. м³ в сутки очищает стоки применением мембранных технологий.
Для откачки стоков канализации используются насосные станции. В Москве в 1995 году работало 103 насосных канализационных станций. Мощные насосные станции (Главная, Хапиловская, Черкизовская, Юго-Восточная) разделяют сточные воды от твердых отбросов.
Проектными работами по развитию станций городской аэрации занимается ОАО «МосводоканалНИИпроект».